# Sisowath Kossamak
Preah Mahaksatriyani Sisowath Monivong Kossamak Nearirath Serey Vathana (Khmer: ស៊ីសុវត្ថិមុនីវង្ស កុសុមៈនារីរ័ត្នសេរីវឌ្ឍនា), född 9 april 1904 i Phnom Penh i franska Indokina (nuvarande Kambodja), död 27 april 1975 i Peking i Kina, var Kambodjas drottning 1955 till 1960, gift med kung Norodom Suramarit. Hon var mor till Norodom Sihanouk.

## Biografi
Sisowath Kossamak var dotter till kung Sisowath Monivong av Kambodja och drottning Norodom Kanviman Norleak Tevi. Hon gifte sig 1920 med sin fars kusin Norodom Suramarit. 
Vid hennes fars död år 1941, valdes hennes son Sihanouk till Kambodjas nästa kung, medan hans föräldrar behöll titlarna prins och prinsessa. Han valdes till monark genom sin ställning som dotterson till kungen, och Kossamak ska ha agerat som sin sons stöd och rådgivare under hans första år som kung. 
Under 1940-talet återupplivade Kossamak den antika dansen apsara genom att lära upp sitt barnbarn prinsessan Norodom Buppha Devi i koreografin. 
1952 gifte sig hennes son med Norodom Monineath. Det var känt att hon hade en ansträngd relation till sin svärdotter, vilket gjorde att svärdottern anklagades för att störa relationen mellan Sihanouk och hans mor, och det ryktades att Sihanouk hade tvekat att abdikera till förmån för sin far för att inte göra sin mor till drottning.

### Drottning
1955 abdikerade hennes son till förmån för sin far, och hon och hennes make blev kung och drottning av Kambodja. 
Drottning Kossamak åtnjöt stor popularitet och spelade rollen av en landsmoder: hon sades vara generös mot de nödlidande och ständigt upptagen med nationens väl och utöva en stor "moralisk auktoritet" över alla kambodjaner, trots att hon varken regerade formellt eller hade någon politisk makt.  Som drottning skötte hon representation och höll kungliga mottagningar för statens gäster, som var kända för uppträdandena av hennes kungliga balett.
Vid hennes makes död 1960 lades det fram förslag att ändra konstitutionen för att göra det möjligt för Kossamak att bli regerande drottning och monark i eget namn, något som stöddes av bland andra hennes bror prins Monireith.  Hennes son Sihanouk vägrade dock att gå med på en sådan lagändring, och förklarade att endast Gud kände till hans skäl till varför han inte ville se sin mor bestiga tronen.  Relationen mellan Sihanouk och hans mor uppges ha varit ansträngd, och Sihanouk ogilla tanken på henne som en politisk rival.  Sisowath Kossamak efterträdde därför inte sin make på tronen. Istället blev hennes son Sihanouk åter monark, men nu med titeln prins istället för kung. Sisowath Kossamak behöll dock titeln drottning. 
Kossamak fortsatte att sköta representativa uppgifter under sin sons tid som statshuvud 1960-1970, och åtnjöt fortsatt popularitet.  År 1965 anklagades hon i en amerikansk tidning för att vara girig och bedriva bordeller. Dessa anklagelser ledde till upplopp i Phnom Pen, där studenter stormade den amerikanska ambassaden och rev ned den amerikanska flaggan. Det slutade med att Sihanouk bröt diplomatiska kontakter med USA. Hon har också anklagats för att, liksom många andra medlemmar av den dåtida kambodjanska eliten, ha deltagit i korruptionen genom att sälja ämbeten.
Efter kuppen mot Sihanouk 1970 tvingade den nya regeringen henne att lämna det kungliga palatset och höll henne under husarrest i en villa i förorten. År 1973 fick hon tillstånd att lämna landet av hälsoskäl och reste till sin son i Peking, där hon avled 1975.